# Milad Ebadipur

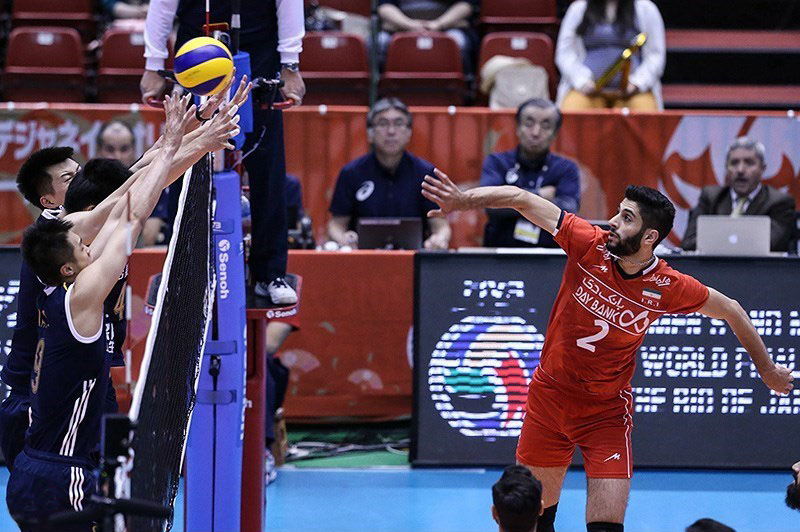
Milad Ebadipur podczas ataku z prawego skrzydła w Światowym Turnieju Kwalifikacyjnym w Tokio do Igrzysk Olimpijskich 2016

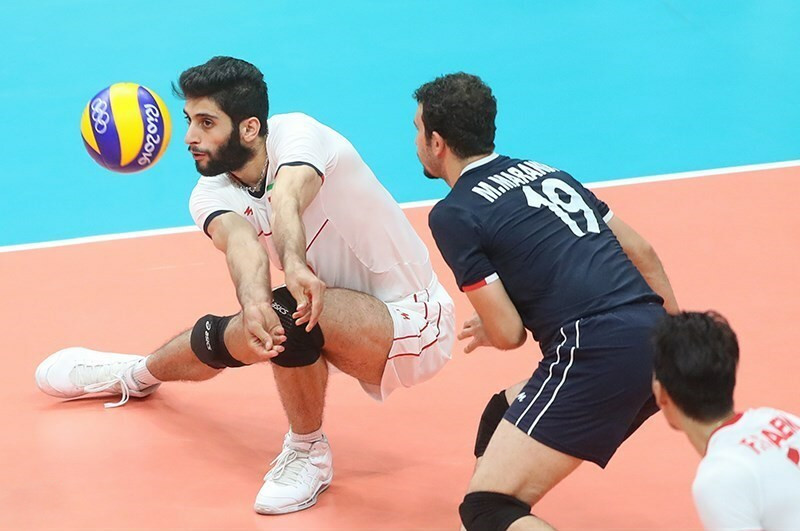
Milad Ebadipur przyjmuje zagrywkę przeciwnej drużyny na Igrzyskach Olimpijskich 2016

Milad Ebadipur (pers. میلاد عبادی‌پور; ur. 17 października 1993) – irański siatkarz, grający na pozycji przyjmującego. 21 sierpnia 2020 roku otrzymał polskie obywatelstwo. 

## Kariera klubowa
| Lata      | Klub                               |
| 2011–2014 | Kalleh Mazandaran VC               |
| 2014–2016 | Szahrdari Urmia                    |
| 2016–2017 | Sarmajeh Bank Teheran              |
| 2017      | Ar-Rajjan SC                       |
| 2017–2022 | PGE Skra Bełchatów                 |
| 2022–2023 | Allianz Milano                     |
| 2023–2024 | Ural Ufa                           |
| 2024–     | Exact Systems Hemarpol Częstochowa |
| 2025      | Ar-Rajjan SC                       |

## Sukcesy klubowe
Klubowe Mistrzostwa Azji:
- 2013, 2016, 2017
- 2012

Mistrzostwo Iranu:
- 2012, 2013, 2017
- 2014, 2015

Superpuchar Polski:
- 2017, 2018

Mistrzostwo Polski:
- 2018

## Sukcesy reprezentacyjne
Mistrzostwa Azji Juniorów:
- 2012

Igrzyska Azjatyckie:
- 2014, 2018

Puchar Wielkich Mistrzów:
- 2017

Mistrzostwa Azji:
- 2019, 2021
- 2023[6]

## Nagrody indywidualne
- 2016: Najlepszy przyjmujący Klubowych Mistrzostw Azji
- 2017: Najlepszy przyjmujący Klubowych Mistrzostw Azji
- 2017: Najlepszy przyjmujący Pucharu Wielkich Mistrzów
- 2021: Najlepszy przyjmujący Mistrzostw Azji